# ブライアン・ボイタノ
ブライアン・アンソニー・ボイタノ（Brian Anthony Boitano, 1963年10月22日 - ）は、アメリカ合衆国カリフォルニア州出身の男性フィギュアスケート選手。イタリア系アメリカ人。1988年カルガリーオリンピック男子シングル金メダリスト。1986年、1988年世界フィギュアスケート選手権優勝。1982年にアメリカ人で初めてトリプルアクセル（3回転半）ジャンプを成功させた。得意技はスプレッドイーグル。

## 経歴
- 1985年から1988年まで、全米選手権4連覇を果たす。
- 1986年、1988年世界選手権で優勝。
- 1988年、カルガリーオリンピックに出場し金メダルを獲得。カナダ代表の前年の世界王者ブライアン・オーサーとの対決に注目が集まり、ともにファーストネームがブライアンであることから「ブライアン対決（Battle of the Brians ）」と称された。同年の世界フィギュアスケート選手権で2度目の優勝を果たしプロ転向。
- 1989年、テレビ映画『氷上のカルメン』(Carmen on Ice)にカタリナ・ヴィットと共に出演。1990年に共演のヴィット、ブライアン・オーサーと共にエミー賞を受賞した[1]。この作品は日本でもNHKで放映された。
- 1992年、第26回NFLスーパーボウルのハーフタイムショーにドロシー・ハミル、グロリア・エステファンと共に出演。
- 1994年、プロ解禁に伴いリレハンメルオリンピックに出場し6位。
- 1996年世界フィギュアスケート殿堂入り。
- 2013年12月17日、ホワイトハウスが派遣する2014年ソチオリンピック開閉会式典に出席する代表団の一員に元テニス選手のビリー・ジーン・キングらとともに選定される。
- 2013年12月19日、ゲイであることをカミングアウト[2][3]。

## 主な戦績
| 大会/年          | 77-78 | 78-79 | 79-80 | 80-81 | 81-82 | 82-83 | 83-84 | 84-85 | 85-86 | 86-87 | 87-88 | 93-94 |
| ---------------- | ----- | ----- | ----- | ----- | ----- | ----- | ----- | ----- | ----- | ----- | ----- | ----- |
| オリンピック     |       |       |       |       |       |       | 5     |       |       |       | 1     | 6     |
| 世界選手権       |       |       |       |       |       | 7     | 6     | 3     | 1     | 2     | 1     |       |
| 世界Jr.選手権    | 3     |       |       |       |       |       |       |       |       |       |       |       |
| 全米選手権       |       |       |       |       | 4     | 2     | 2     | 1     | 1     | 1     | 1     | 2     |
| スケートアメリカ |       |       |       |       | 3     |       | 1     |       | 2     | 1     |       | 2     |
| スケートカナダ   |       |       |       |       |       | 1     |       |       |       |       | 2     |       |
| NHK杯            |       |       |       |       |       |       |       | 3     | 1     |       |       |       |
| ネーベルホルン杯 |       |       | 3     |       |       |       |       |       |       |       |       |       |
| サンジェルヴェGP |       |       | 3     |       |       |       |       |       |       |       |       |       |